# Staaken
Staaken är en stadsdel i stadsdelsområdet Spandau i västra Berlin, ursprungligen införlivad i Berlin 1920.  Under åren 1945-1990 var stadsdelen delad mellan den brittiska sektorn i Västberlin och den sovjetiska sektorn i Bezirk Potsdam i Östtyskland.  Sedan 1990 är hela Staaken åter en del av staden Berlin.

## Geografi

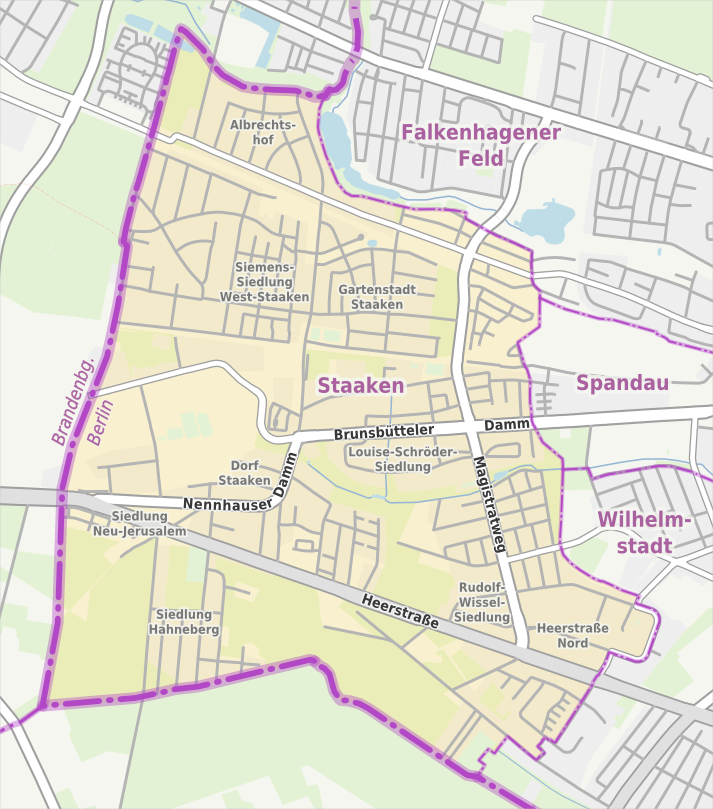
Karta över Staaken

## Historia

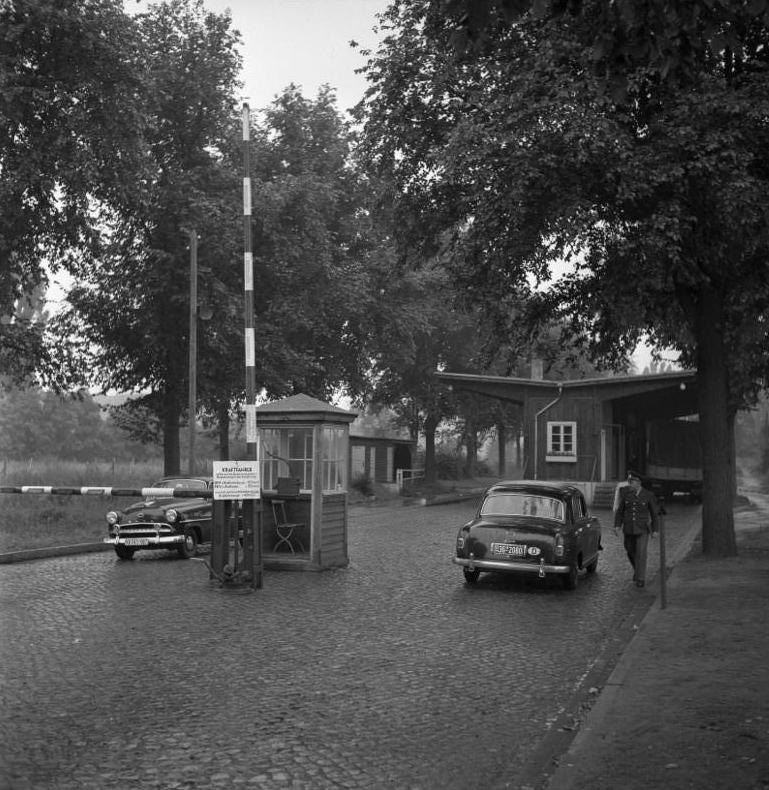
Gränsövergång Heerstrasse i september 1955

Staaken var tidigare känt som platsen för en av kontrollstationerna mellan Östtyskland och Västberlin, på Heerstrasse.  Genom ett markutbyte i augusti 1945 mellan den brittiska ockupationssektorn i Västberlin och den sovjetiska ockupationsektorn kom stadsdelen Staakens västra del, West-Staaken, som tidigare tillhört Berlin och den brittiska sektorn, att tillfalla den sovjetiska sektorn.  Orsaken till markutbytet var att det brittiska flygfältet, Gatows flygplats, tidigare legat delvis utanför Berlins stadsgräns, i den sovjetiska sektorn.  De västra delarna kom att inordnas i Bezirk Potsdam i DDR fram till 1990, då de återgick till staden Berlin.  Av detta skäl ligger platsen för den gamla gränskontrollen idag ett stycke öster om Berlins nuvarande stadsgräns, samma som gällde före kriget 1920-1945.

## Kultur och sevärdheter

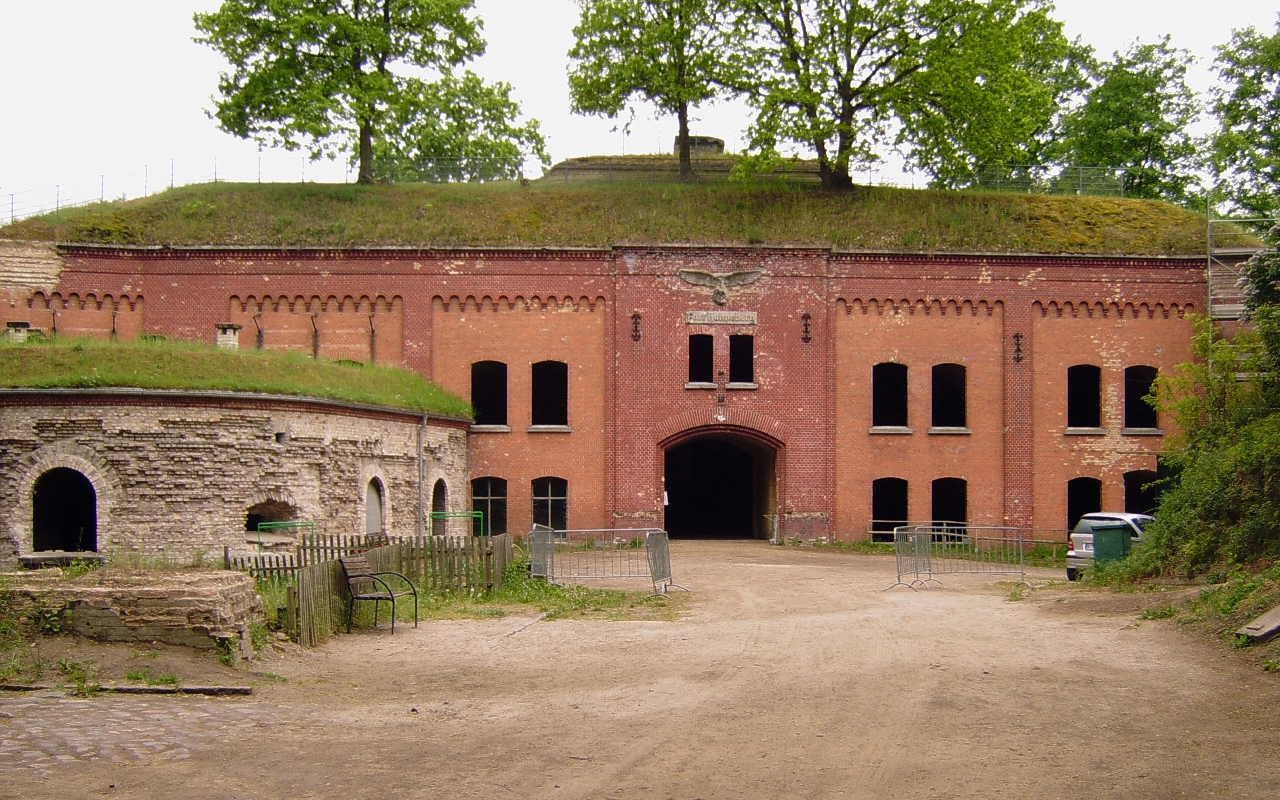
Fort Hahneberg

Bland Staakens sevärdheter räknas berget Hahneberg, egentligen två berg. Det ena är ett högre, konstgjort berg skapat när ett grustag schaktats igen, idag ett frilufts- och rekreationsområde. Väster om detta Hahneberg ligger Fort Hahneberg på det ursprungliga Hahneberg.  Fortet utgjorde en del av Spandaus befästningar, uppfört 1888 som det sista nyuppförda fortet av denna typ i Tyskland.  Fort Hahneberg är idag museum och är bland annat känt som inspelningsplats för filmen Inglourious Basterds.
Bostadsområdet Gartenstadt Staaken, uppfört under 1910-talet, räknas som arkitektoniskt viktigt, då det tjänade som förebild för flera under 1920-talet uppförda förortsstäder i Berlin och Tyskland. 

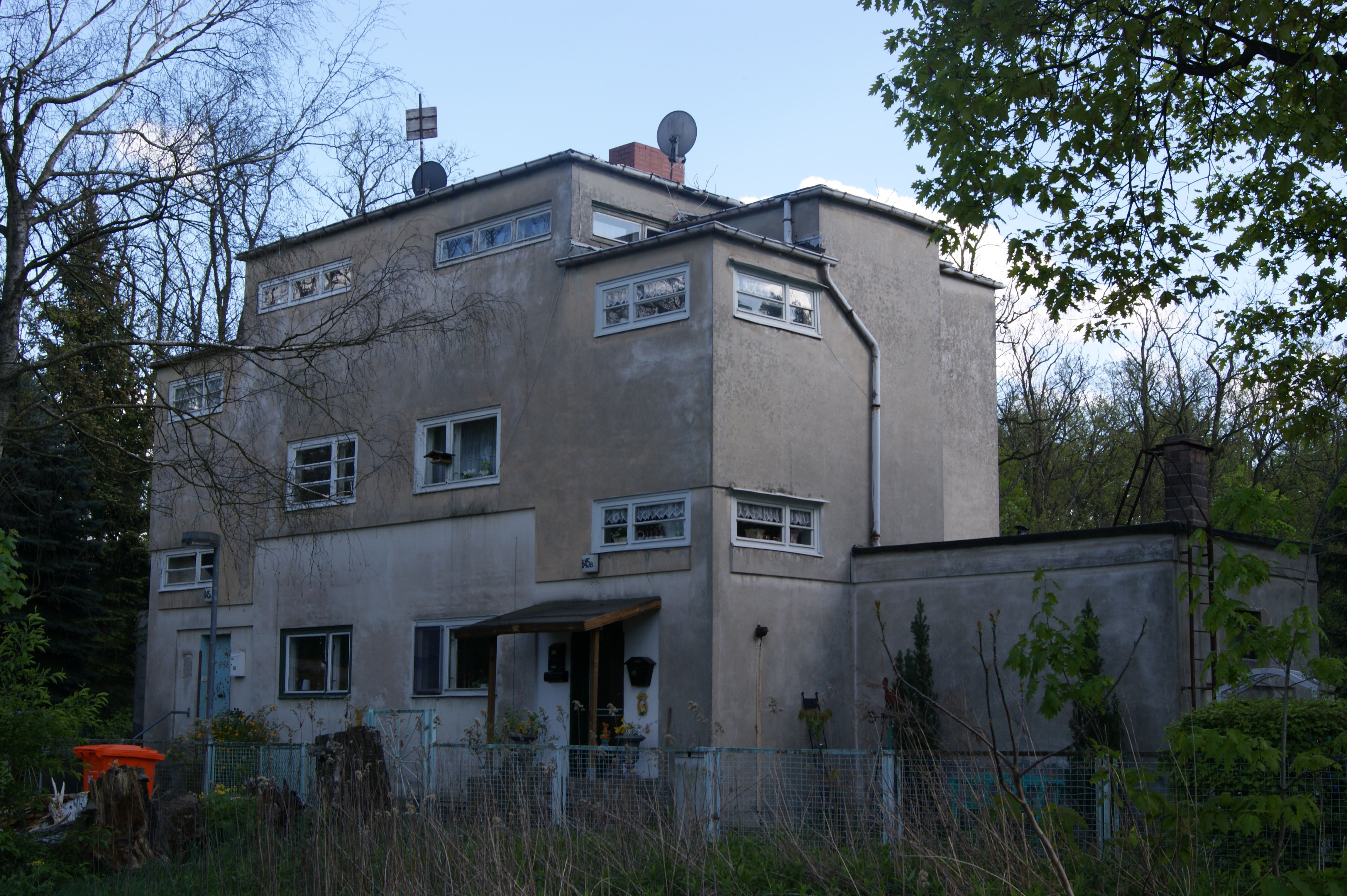
Parhus i Neu-Jerusalem.

Bostadsområdet Neu-Jerusalem, ett avantgardistiskt exempel på 1920-talets Nya saklighet inom arkitekturen, uppfördes 1925 i områdets västra del omkring Heerstrasse och ritades av Erwin Anton Gutkind. Namnet på området kommer från de karakteristiska kubiska husformerna. Området är sedan 1992 kulturminnesmärkt.

## Kända Staakenbor
- Katarina Witt, skådespelerska och tidigare östtysk konståkare, född 1965 i West-Staaken, DDR.